# Matrix (materiaalkunde)

De groene vulstof wordt door de transparante composiet matrix op zijn plaats gehouden.

Een matrix is een algemeen begrip op het grensvlak van de scheikunde en de materiaalkunde, waarmee een materiaal of een stof wordt bedoeld, dat als raamwerk dient, ter ondersteuning of ter omringing van een ander materiaal of stof. De matrix kan in principe uit alle soorten materialen gemaakt zijn. Er zijn matrixen die gemaakt zijn uit kristallijne en amorfe materialen, metalen, polymeren, keramieken, organische materialen en glas.

## Voorbeelden

### Composieten
Een voorbeeld van een composiet matrix is het polymeer in een vezelversterkte kunststof, waarin de vulstoffen zijn ingebed. Terwijl de vezels in het polymeer zorgen voor de hoge sterkte, is de functie van de matrix hoofdzakelijk dat het de vezels op hun plaats houdt.

### Materiaalanalyse
In het algemeen spreekt men van een matrix wanneer men het heeft over het materiaal dat een bepaalde component omringt. Bij een meetmethode zoals röntgenfluorescentie kan men de concentratie van verschillende elementen tegelijk meten, maar de aanwezigheid van het ene element kan de meting van de andere beïnvloeden. Men spreekt dan van een matrixeffect. 
MALDI, de afkorting voor matrix-assisted laser desorption/ionization, is een bekende techniek in de massaspectrometrie, waarbij een matrix gebruikt wordt om de ionisatie van de analyten te bevorderen. 

### Analytische chemie
In de analytische chemie wordt ook gebruik gemaakt van matrices om zeer reactieve componenten te kunnen bestuderen. Een precursor van de te bestuderen stof wordt samen met een inert gas, een edelgas afgekoeld tot rond het absolute nulpunt, waarna meestal door fotodissociatie de te bestuderen stof gemaakt wordt.

### Geologie en petrologie
In de geologie en petrologie wordt met de matrix van een gesteente een omringende grondmassa van kleine korrels of kristallen bedoeld, waar grotere klasts door omringd worden. In een sedimentair gesteente is de matrix bijvoorbeeld zand dat zich om grotere fragmenten, bijvoorbeeld grind of fossielen, heen bevindt. De matrix in een metamorf of stollingsgesteente bestaat uit kleine kristallen, waar grotere kristallen, klasts, of vulkanische tefra door worden omringd.